# 保禄的皈依 (米开朗基罗)
保禄的皈依（The Conversion of Saul）是意大利文艺复兴大师米开朗基罗创作的一幅湿壁画(1542–1545)，位于罗马梵蒂冈城梵蒂冈宫的保禄小堂（Cappella Paolina）。这件作品描绘了扫禄在去大马士革的路上改信基督教的时刻。 
这幅画作是由保禄三世为他的这座同名小堂订制。这个小堂由小安东尼奥·达·桑加罗建于1537至1538年，得到了保禄三世的赞助，除了存放祭物，也是枢机主教们聚集投票选举新教宗的地点。